# كروبالاتي
كروبالاتي (بالإيطالية: Cropalati)‏ هي مدينة وكومونا في مقاطعة كزنسة بمنطقة قلورية، جنوب إيطاليا.